# Aalborg BK
Aalborg BK este o echipă de fotbal din Aalborg, Iutlanda de Nord, Danemarca, înființată în 1885. A câștigat 3 campionate ale Danemarcei și 2 cupe ale Danemarcei. Clubul de fotbal danez a avut de asemenea participări în cupele europene în trecut.

## Palmares

### Superliga Daneză
- Câștigător: 1994, 1998, 2007, 2014
- Locul 3: 1935, 1969, 2006

### Ekstra Bladet Cup
- Câștigător: 1966, 1970

## Europa
- UEFA Europa League
  -  Șaisprezecimi (1) : 2015